# Geay (Deux-Sèvres)
Geay ist eine französische Gemeinde mit 337 Einwohnern (Stand: 1. Januar 2022) im Département Deux-Sèvres in der Region Nouvelle-Aquitaine. Sie gehört zum Arrondissement Bressuire und zum Kanton Bressuire. Die Einwohner werden Geayais oder Geayiens genannt.

## Lage
Geay liegt etwa 15 Kilometer ostnordöstlich von Bressuire. Umgeben wird Geay von den Nachbargemeinden Luché-Thouarsais im Norden, Sainte-Gemme im Nordosten, Pierrefitte im Osten, Faye-l’Abbesse im Süden sowie Bressuire im Westen.
Durch die Gemeinde führt die frühere Route nationale 138ter (heutige D138TER). 

## Bevölkerungsentwicklung
| Jahr                       | 1962 | 1968 | 1975 | 1982 | 1990 | 1999 | 2006 | 2012 | 2019 |
| Einwohner                  | 447  | 429  | 383  | 356  | 364  | 378  | 349  | 345  | 314  |
| Quellen: Cassini und INSEE |      |      |      |      |      |      |      |      |      |

## Sehenswürdigkeiten
- Kirche Saint-Maixent, wiedererrichtet 1757 (1848 der Glockenturm), Chor ist als Monument historique seit 2003 eingetragen

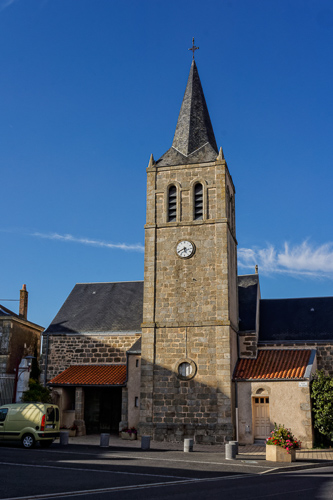
Kirche Saint-Maixent